# Lista de municípios do Brasil por área
Relação das áreas territoriais totais dos municípios do Brasil, segundo dados do Instituto Brasileiro de Geografia e Estatística.

## Lista geral
| Dado            | Município           | Cód IBGE | Estado       | Área (km²)  | Classificação nacional |
| --------------- | ------------------- | -------- | ------------ | ----------- | ---------------------- |
| Maior município | Altamira            | 1500602  | Pará         | 159 533,255 | 1                      |
| Menor município | Santa Cruz de Minas | 3157336  | Minas Gerais | 3,565       | 5570                   |

## Por regiões e estados

### Regiões

#### Centro-Oeste
| Dado            | Município  | Cód IBGE | Estado             | Área (km²) | Classificação nacional |
| --------------- | ---------- | -------- | ------------------ | ---------- | ---------------------- |
| Maior município | Corumbá    | 5003207  | Mato Grosso do Sul | 64 962,72  | 11                     |
| Menor município | Anhanguera | 5201207  | Goiás              | 56,642     | 5471                   |

#### Nordeste
| Dado            | Município            | Cód IBGE | Estado | Área (km²) | Classificação nacional |
| --------------- | -------------------- | -------- | ------ | ---------- | ---------------------- |
| Maior município | Formosa do Rio Preto | 2911105  | Bahia  | 15 901,75  | 74                     |
| Menor município | Madre de Deus        | 2919926  | Bahia  | 11,141     | 5559                   |

#### Norte
| Dado            | Município | Cód IBGE | Estado | Área (km²)  | Classificação nacional |
| --------------- | --------- | -------- | ------ | ----------- | ---------------------- |
| Maior município | Altamira  | 1500602  | Pará   | 159 533,255 | 1                      |
| Menor município | Marituba  | 1504422  | Pará   | 103,343     | 5115                   |

#### Sudeste
| Dado            | Município           | Cód IBGE | Estado       | Área (km²) | Classificação nacional |
| --------------- | ------------------- | -------- | ------------ | ---------- | ---------------------- |
| Maior município | João Pinheiro       | 3136306  | Minas Gerais | 10 727,471 | 124                    |
| Menor município | Santa Cruz de Minas | 3157336  | Minas Gerais | 3,565      | 5570                   |

#### Sul
| Dado            | Município | Cód IBGE | Estado            | Área (km²) | Classificação nacional |
| --------------- | --------- | -------- | ----------------- | ---------- | ---------------------- |
| Maior município | Alegrete  | 4300406  | Rio Grande do Sul | 7 800,163  | 186                    |
| Menor município | Esteio    | 4307708  | Rio Grande do Sul | 27,676     | 5557                   |

### Estados

#### Acre
| Dado            | Município      | Cód IBGE | Área (km²) | Classificação nacional |
| --------------- | -------------- | -------- | ---------- | ---------------------- |
| Maior município | Sena Madureira | 1200500  | 25.278,095 | 40                     |
| Menor município | Acrelândia     | 1200013  | 1 654,768  | 934                    |

#### Alagoas
| Dado            | Município            | Cód IBGE | Área (km²) | Classificação nacional |
| --------------- | -------------------- | -------- | ---------- | ---------------------- |
| Maior município | Coruripe             | 2702306  | 917,858    | 1531                   |
| Menor município | Santa Luzia do Norte | 2707909  | 29,098     | 5555                   |

#### Amapá
| Dado            | Município        | Cód IBGE | Área (km²) | Classificação nacional |
| --------------- | ---------------- | -------- | ---------- | ---------------------- |
| Maior município | Laranjal do Jari | 1600279  | 30 782,998 | 30                     |
| Menor município | Santana          | 1600600  | 1 542,201  | 963                    |

#### Amazonas
| Dado            | Município | Cód IBGE | Área (km²)  | Classificação nacional |
| --------------- | --------- | -------- | ----------- | ---------------------- |
| Maior município | Barcelos  | 1300409  | 122 451,505 | 2                      |
| Menor município | Iranduba  | 1301852  | 2 214,251   | 681                    |

#### Bahia
| Dado            | Município            | Cód IBGE | Área (km²) | Classificação nacional |
| --------------- | -------------------- | -------- | ---------- | ---------------------- |
| Maior município | Formosa do Rio Preto | 2911105  | 15 901,75  | 75                     |
| Menor município | Madre de Deus        | 2919926  | 32,201     | 5548                   |

#### Ceará
| Dado            | Município      | Cód IBGE | Área (km²) | Classificação nacional |
| --------------- | -------------- | -------- | ---------- | ---------------------- |
| Maior município | Santa Quitéria | 2312205  | 4 260,479  | 353                    |
| Menor município | Guaramiranga   | 2305100  | 59,436     | 5455                   |

#### Distrito Federal
| Município | Cód IBGE | Área (km²) | Classificação nacional |
| --------- | -------- | ---------- | ---------------------- |
| Brasília  | 5300108  | 5 779,999  | Entre 258 e 259*       |

- Observação: Brasília não é um município.

#### Espírito Santo
| Dado            | Município | Cód IBGE | Área (km²) | Classificação nacional |
| --------------- | --------- | -------- | ---------- | ---------------------- |
| Maior município | Linhares  | 3203205  | 3 504,138  | 436                    |
| Menor município | Piúma     | 3204203  | 74,822     | 5353                   |

#### Goiás
| Dado            | Município   | Cód IBGE | Área (km²) | Classificação nacional |
| --------------- | ----------- | -------- | ---------- | ---------------------- |
| Maior município | Niquelândia | 5214606  | 9 843,247  | 135                    |
| Menor município | Anhanguera  | 5201207  | 56,642     | 5471                   |

#### Maranhão
| Dado            | Município | Cód IBGE | Área (km²) | Classificação nacional |
| --------------- | --------- | -------- | ---------- | ---------------------- |
| Maior município | Balsas    | 2101400  | 13 141,733 | 91                     |
| Menor município | Raposa    | 2109452  | 66,28      | 5410                   |

#### Mato Grosso
| Dado            | Município         | Cód IBGE | Área (km²) | Classificação nacional |
| --------------- | ----------------- | -------- | ---------- | ---------------------- |
| Maior município | Colniza           | 5103254  | 27 946,107 | 34                     |
| Menor município | São Pedro da Cipa | 5107404  | 342,952    | 3145                   |

#### Mato Grosso do Sul
| Dado            | Município | Cód IBGE | Área (km²) | Classificação nacional |
| --------------- | --------- | -------- | ---------- | ---------------------- |
| Maior município | Corumbá   | 5003207  | 64 962,72  | 11                     |
| Menor município | Douradina | 5003504  | 280,787    | 3566                   |

#### Minas Gerais
| Dado            | Município           | Cód IBGE | Área (km²) | Classificação nacional |
| --------------- | ------------------- | -------- | ---------- | ---------------------- |
| Maior município | João Pinheiro       | 3136306  | 10 727,471 | 124                    |
| Menor município | Santa Cruz de Minas | 3157336  | 3,565      | 5570                   |

#### Pará
| Dado            | Município | Cód IBGE | Área (km²)  | Classificação nacional |
| --------------- | --------- | -------- | ----------- | ---------------------- |
| Maior município | Altamira  | 1500602  | 159 533,255 | 1                      |
| Menor município | Marituba  | 1504422  | 103,343     | 5115                   |

#### Paraíba
| Dado            | Município | Cód IBGE | Área (km²) | Classificação nacional |
| --------------- | --------- | -------- | ---------- | ---------------------- |
| Maior município | Monteiro  | 2509701  | 986,356    | 1435                   |
| Menor município | Montadas  | 2509503  | 25,979     | 5551                   |

#### Paraná
| Dado            | Município  | Cód IBGE | Área (km²) | Classificação nacional |
| --------------- | ---------- | -------- | ---------- | ---------------------- |
| Maior município | Guarapuava | 4109401  | 3 178,649  | 486                    |
| Menor município | Pinhais    | 4119152  | 60,869     | 5446                   |

#### Pernambuco
| Dado            | Município | Cód IBGE | Área (km²) | Classificação nacional |
| --------------- | --------- | -------- | ---------- | ---------------------- |
| Maior município | Petrolina | 2611101  | 4 561,872  | 329                    |
| Menor município | Toritama  | 2615409  | 30,930     | 5542                   |

#### Piauí
| Dado            | Município                  | Cód IBGE | Área (km²) | Classificação nacional |
| --------------- | -------------------------- | -------- | ---------- | ---------------------- |
| Maior município | Uruçuí                     | 2211209  | 8 411,908  | 163                    |
| Menor município | Santo Antônio dos Milagres | 2209450  | 33,147     | 5544                   |

#### Rio de Janeiro
| Dado            | Município             | Cód IBGE | Área (km²) | Classificação nacional |
| --------------- | --------------------- | -------- | ---------- | ---------------------- |
| Maior município | Campos dos Goytacazes | 3301009  | 4 026,37   | 372                    |
| Menor município | Nilópolis             | 3303203  | 19,393     | 5565                   |

#### Rio Grande do Norte
| Dado            | Município                | Cód IBGE | Área (km²) | Classificação nacional |
| --------------- | ------------------------ | -------- | ---------- | ---------------------- |
| Maior município | Mossoró                  | 2408003  | 2 099,333  | 713                    |
| Menor município | Senador Georgino Avelino | 2413201  | 25,934     | 5561                   |

#### Rio Grande do Sul
| Dado            | Município | Cód IBGE | Área (km²) | Classificação nacional |
| --------------- | --------- | -------- | ---------- | ---------------------- |
| Maior município | Alegrete  | 4300406  | 10 152,408 | 186                    |
| Menor município | Esteio    | 4307708  | 27,676     | 5557                   |

#### Rondônia
| Dado            | Município     | Cód IBGE | Área (km²) | Classificação nacional |
| --------------- | ------------- | -------- | ---------- | ---------------------- |
| Maior município | Porto Velho   | 1100205  | 34 096,394 | 26                     |
| Menor município | Teixeirópolis | 1101559  | 459,978    | 2616                   |

#### Roraima
| Dado            | Município | Cód IBGE | Área (km²) | Classificação nacional |
| --------------- | --------- | -------- | ---------- | ---------------------- |
| Maior município | Caracaraí | 1400209  | 47 408,903 | 19                     |
| Menor município | São Luís  | 1400605  | 1 526,888  | 973                    |

#### Santa Catarina
| Dado            | Município | Cód IBGE | Área (km²) | Classificação nacional |
| --------------- | --------- | -------- | ---------- | ---------------------- |
| Maior município | Lages     | 4209300  | 2 631,504  | 579                    |
| Menor município | Bombinhas | 4202453  | 35,923     | 5533                   |

#### São Paulo
| Dado            | Município          | Cód IBGE | Área (km²) | Classificação nacional |
| --------------- | ------------------ | -------- | ---------- | ---------------------- |
| Maior município | Iguape             | 3520301  | 1 977,957  | 760                    |
| Menor município | Águas de São Pedro | 3500600  | 3,612      | 5569                   |

#### Sergipe
| Dado            | Município       | Cód IBGE | Área (km²) | Classificação nacional |
| --------------- | --------------- | -------- | ---------- | ---------------------- |
| Maior município | Poço Redondo    | 2805406  | 1 232,123  | 1195                   |
| Menor município | General Maynard | 2802502  | 19,975     | 5564                   |

#### Tocantins
| Dado            | Município           | Cód IBGE | Área (km²) | Classificação nacional |
| --------------- | ------------------- | -------- | ---------- | ---------------------- |
| Maior município | Formoso do Araguaia | 1708205  | 13 423,382 | 88                     |
| Menor município | Axixá do Tocantins  | 1702901  | 150,213    | 4684                   |